# San Lorenzo (Arcidosso)
San Lorenzo è una frazione del comune italiano di Arcidosso, nella provincia di Grosseto, in Toscana.

## Geografia fisica
La frazione di San Lorenzo è situata lungo la strada provinciale 160 Pian del Ballo, a metà strada tra i centri comunali di Arcidosso e Castel del Piano. Il borgo si sviluppa sopra un'altura, immerso tra i boschi di castagni, rispetto ad altre località che gli fanno da perimetro, come Case d'Orifile, Pino, Cappuccini e Palazzina. Dista circa 1,5 km dal capoluogo comunale e poche centinaia di metri da Castel del Piano.

## Monumenti e luoghi d'interesse

### Architetture religiose
- Chiesa di San Lorenzo, situata al centro del paese, nascosta tra le abitazioni, è documentata a partire dal 1067 e si presenta a impianto romanico concluso da un'abside semicircolare. All'interno, nella parete dell'abside, è situato un affresco raffigurante il Miracolo del latte di san Bernardo di Chiaravalle ed i santi Sebastiano e Lorenzo.[1][2]

- Convento dei Cappuccini, situato in località Palazzina-Cappuccini, ai piedi del paese, è stato costruito tra il 1590 e il 1593 sul luogo chiamato Campo di Marte, dove arcidossini e casteldelpianesi si scontravano per le lotte di campanile, e comprende la chiesa di San Francesco, preceduta dal portico. La sua realizzazione fu affidata ai maestri Camillo di Bartolomeo di Arcidosso e Domenico da Chianciano.[3]

- Cappella di Merope Becchini, situata accanto al convento dei Cappuccini, è la cappella funeraria di una giovane ragazza deceduta ventunenne. Costruita in stile neogotico su progetto di Lorenzo Porciatti nel 1902, l'interno è decorato dal pittore Giuseppe Corsini e vi sono custodite alcune statue, tra cui il monumento funebre in marmo, realizzate dallo scultore fiorentino Vincenzo Rosignoli. Sull'altare è posto un quadro, l'Assunzione di Merope Becchini, opera del pittore Galileo Chini.[3]

### Architetture civili

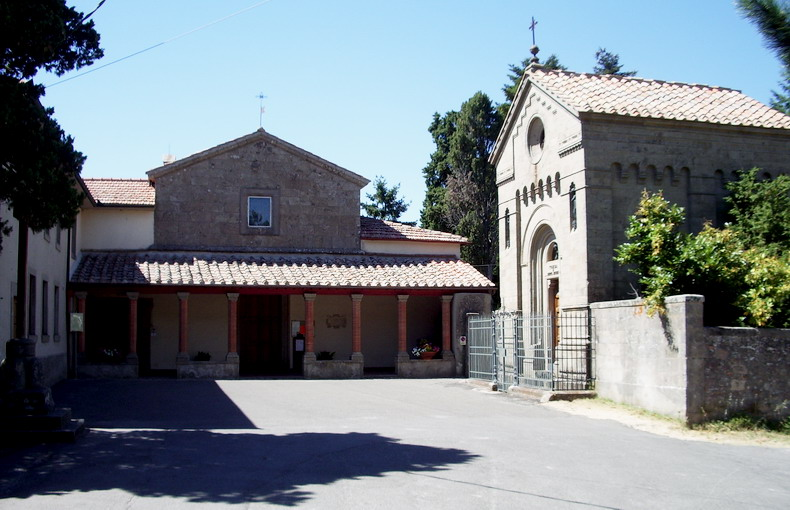
Il convento dei Cappuccini e la cappella di Merope Becchini

- Villa della Palazzina, elegante villa situata di fronte al convento dei Cappuccini, era di proprietà della famiglia Giovannini, oggi Banchini. È stata edificata nel 1620 e presenta rilevanti decorazioni dell'artista Pietro Amati.[4]

### Altro
- Grotta di Merlino, situata nei boschi di castagni presso il paese, si tratta di un antro che la tradizione vuole ricondurre a rifugio del celebre mago Merlino. Secondo un'altra leggenda sembra essere stata rifugio di un nobile guerriero etrusco. Gli storici[5] pensano che in realtà la grotta sia stata il riparo di un ribelle fiorentino in fuga dagli Spagnoli, che diceva di essere uno stregone per tenere alla larga i curiosi, dando così vita alla leggenda.[6]

- Altare sacrificale di San Lorenzo, grossa pietra scolpita con una grande P, che significa 100. È probabilmente un forno medievale, ma le leggende dicono che si tratti di un altare sul quale furono segnati i sacrifici di cento animali.[6]

## Società

### Evoluzione demografica
Quella che segue è l'evoluzione demografica della frazione di San Lorenzo. Sono indicati gli abitanti del centro abitato e dove è possibile la cifra riferita all'intero territorio della frazione.
| Anno | Abitanti       | Abitanti |
| Anno | Centro abitato | Frazione |
| ---- | -------------- | -------- |
| 1936 | 70             | —        |
| 1961 | 60             | 87       |
| 1981 | 142            | —        |
| 1991 | 150            | —        |
| 2001 | 211            | —        |
| 2011 | 274            | —        |

## Geografia antropica
Fanno parte del territorio della frazione di San Lorenzo anche altre località situate nei pressi del borgo: Cappuccini (650 m s.l.m., 7 ab.), Cappuccini-Palazzina (659 m s.l.m., 21 ab.), Case d'Orifile (635 m s.l.m., 104 ab.) e Il Pino (650 m s.l.m., 69 ab.), dove un tempo erano situate alcune fornaci per cuocere pietre calcaree da cui ricavare la calcina.